# Іван Княженко та Сірий Вовк
«Іван Княженко та Сірий вовк» (в українському прокаті йшов під назвою «Іван Царевич та Сірий Вовк»; рос. Иван Царевич и Серый Волк) — російський повнометражний мультиплікаційний фільм студії «Мельница» 2011 року. Фільм вийшов у широкий російський прокат 29 грудня 2011 року. Фільм вийшов у широкий український прокат 29 грудня 2011 року, для українського прокату український дистриб'ютор Сінергія не створив українського дубляжу і фільм демонструвався з оригінальною російською озвучкою.
В Україні мультфільм вийшов у прокат із оригінальною російською озвучкою, але в 2017 році його було дубльовано студією «Tretyakoff Production» для телеканалів «Новий канал» та «ICTV».
В Росії мультфільм отримав три вікові рейтинги «0+»\«6+»\«12+», а в Україні отримав лише один віковий рейтинг «16+».

## Сюжет
В деякому царстві, у деякій державі жила-була Василина, царська дочка. І всім була хороша Василиса — і красива, і розумна, та тільки заміж виходити не хотіла, думала ще трохи повчитися. Здобути третю освіту. І вирішив тоді цар видати її за першого зустрічного… яким надається Іван з сусіднього царства… Але скоро казка мовиться, та не скоро діло робиться, непросто виявилося стати чоловіком царської дочки, потрібно ще пройти казкове випробування. І вирушив Іван зі своїм помічником Сірим Вовком в подорож по тридев'ятому царству. А наказав цар-батюшка піти Івану туди «не знаю — куди» та знайти «то, не знаю що». Попросив він допомоги у кота вченого. Розповів кіт, що є один колодязь з якого долинають незрозумілі звуки, і дав чарівне дзеркало, через яке з ним можна зв'язатися.

## Знімальна група
- Режисер-постановник — Володимир Торопчин
- Художник-постановник — Марина Кудрявцева

## У ролях
| Актор               | Опис персонажа | Персонаж        |
| ------------------- | --- | --------------- |
| Микита Єфремов      | простий сільський хлопець. Мріє стати пожежником. Любить привласнювати пожежам ступінь. Через свою мрію був вигнаний з 3/10 царства в 3/9 царство, де дуже дивувався багатьом предметам, влаштованим зовсім інакше, ніж на його батьківщині.          | Іван Княженко   |
| Тетяна Буніна       | єдина дочка царя. Дуже розумна. Закінчила Оксфорд та Сорбонну. Хоче вийти заміж тільки по любові. Захоплюється романтичними історіями. | Василиса        |
| Артур Смольянинов   | добрий, трохи хитрий. Готовий допомогти у важку хвилину. Вірить, що його предки були людьми, але вони були ховрахами. | Сірий Вовк      |
| Іван Охлобистін     | владний, але дріб'язковий. Шалено любить свою дочку. Має секретний ключ. | Князь           |
| Віктор Сухоруков    | офіційно «перший міністр» (і мабуть, єдиний, оскільки інших «держчиновників», не вважаючи Вовка, не показано); негативний персонаж. Слуга своєї Тіні. Намагався одружитися з Василисою за наказом тієї ж Тіні, щоб роздобути секретний ключ для Тіні. | Перший міністр  |
| Олександр Боярський | найзліший герой в мультфільмі. Бажав вкрасти ключ, щоб заволодіти шапкою-невидимкою. Тінь, знайшовши тіло і зовнішність Радника, побажав, щоб Василиса стала його дружиною.                                                                           | Тінь            |
| Михайло Боярський   | живе на дубі. Дуже розумний. Допомагає Івану, постачає радами та чарівним дзеркалом. | Кіт             |
| Олена Шульман       | постійно зісковзує з гілок дуба, постійно коментуючи це фразою «Ну я ж зісковзують». | Русалка         |
| Лія Ахеджакова      | легко піддається лестощам і їсть тих хто їй не подобається. Мріє продовжити свою молодість. Одна з трьох лиходіїв. | Баба-Яга        |
| Сергій Русскін      | злий герой. Обожнює розповідати історії, цим способом він насмерть заговорював своїх гостей. | Кощій           |
| Сергій Гармаш       | злий персонаж, але Іван вчить Змія робити добрі справи. | Змій Горинич    |
| Костянтин Бронзит   | любить влаштовувати паради. Вигнав Івана з 3/10 царства. | Цар-Імператор   |
| Олег Куликович      | | Чарівний клубок |
| Христина Асмус      | | Білочка         |
| Анатолій Петров     | | Кухар           |
| Олександр Леньков   | | Кравець         |

## Український дубляж
У 2017 році фільм було дубльовано студією «Tretyakoff Production» (для «Нового каналу» та каналу «ICTV»).
- Іван — Павло Лі
- Вовк — Михайло Тишин
- Цар — Олег Лепенець
- Змій Горинич — Борис Георгієвський
- Чахлик Невмирущий, Тінь — Дмитро Бузинський
- Баба Яга — Ірина Дорошенко

## Реліз
Фільм вперше вийшов в російський прокат 29 грудня 2011 року. Фільм вперше вийшов в український прокат 29 грудня 2011 року, для українського прокату український дистриб'ютор «Галеон кіно» не створив українського дубляжу і фільм демонструвався з оригінальною російською озвучкою.
Український дубляж до фільму вперше було створено студією «Tretyakoff Production» у 2017 році для телеканалів «Новий канал» та «ICTV»; показ з цим дубляжем вперше відбувся 30 грудня 2017 року.

## Нагороди
- 2012 — XVI Всеросійський фестиваль візуальних мистецтва в "Орлятку" — Найкращий повнометражний фільм.
- 2013 — Відкритий російський фестиваль анімаційного кіна в Суздалі — Найкращий повнометражний фільм.